# 982 (číslo)
Devět set osmdesát dva je přirozené číslo. Římskými číslicemi se zapisuje CMLXXXII a řeckými číslicemi ϡπβ´. Následuje po čísle devět set osmdesát jedna a předchází číslu devět set osmdesát tři.

## Matematika
982 je:
- Deficientní číslo
- Složené číslo
- Poloprvočíslo
- Šťastné číslo

## Astronomie
- (982) Franklina je planetka hlavního pásu, kterou objevil v roce 1922 Harry Edwin Wood
- NGC 982 je spirální galaxie v souhvězdí Andromedy

## Roky
- 982
- 982 př. n. l.